# Distance (Mangaka)
Distance (Eigenschreibweise in Versalien) ist ein japanischer Autor von pornografischen (Hentai) Manga.

## Leben
Distance stammt aus der Präfektur Kyōto, studierte in der Präfektur Tokio und wohnt heute in der Präfektur Shiga.
Distance hatte im August 1993 sein professionelles Debüt mit Koibito ni Naritai (恋人になりたい) in der Sommerausgabe des Magazins Comic Pipapo Gaiden des Verlags France Shoin. Der Titel wurde dem gleichnamigen Lied der japanischen Band The Alfee entnommen. Ebenso stammt sein Pseudonym vom Stück Hoshizora no Distance der gleichen Band. 1994 erschien sein erster Sammelband One Night Dream.
Danach hatte er ein kurzes Intermezzo beim Verlag Akane Shinsha, in dessen Magazin Ninjin Comics er erschien. Die darin veröffentlichten Kapitel wurden 1996 in Genki o Dashite zusammengefasst. Anschließend zeichnete er für das Magazin D-Ange von Hit Suppansha. Sein Werk Buchō yori Ai o Komete verkaufte sich so gut, dass er auf drei Sammelbände kam, aber er konnte es nicht beenden, da das Magazin 2001 eingestellt wurde. An diesen Erfolg konnte er mit Michael Keikaku in der Comic Manten von J.C. Shuppan anknüpfen, das ebenfalls auf drei Bände kam. Sein folgendes Werk Ochiru Tenshi konnte Distance wegen Einstellung der Comic Manten ebenfalls nicht beenden. Daher veröffentlichte er die Kapitel des späteren Sammelbandes Shichau? im Schwestermagazin Comic Cross.
Später ging er zum Verlag Coremagazine und zeichnete für die Comic Megastore H. In diesem Magazin erschien HHH Triple H, das zwischen 2010 und 2012 als vierteiliger Anime adaptiert wurde. 2012 veröffentlichte er in der Comic Hotmilk das Werk Motenai Girls (もじょっ!!, Mojo!!), das er jedoch nach zwei Kapiteln abbrach, da zum Verlag Wani Magazine-sha wechselte. In dessen Magazin Comic X-Eros erschien dann von November 2012 bis 2013 Joshi Luck!, wobei er die Figuren aus Motenai Girls leicht verändert wiederverwendete.
Magic Press Edizioni verlegte 2012 die Werke HHH Triple H und B-Chiku in Italien.
Die Figuren in seinen Werken sind zumeist großbrüstige, starke, dominante Frauen und im Gegensatz dazu eher schwache, passive Männer. Sie folgen damit dem japanischen Phänomen von „herbivoren Männern und karnivoren Frauen“, wobei die Protagonisten üblicherweise Jugendliche sind.
In Kadokawa Shotens Magazin Young Ace lief von Ausgabe 6/2010 (1. Mai 2010) bis 2/2012 (28. Dezember 2011) der jugendfreie Manga Mōhitsu Hallucination. Die Kapitel wurden auch in drei Sammelbänden (Tankōbon) zusammengefasst, deren letzter Dezember 2011 erschien.

## Werk
Sammelbände (pornografisch):
- One Night Dream (ワンナイトドリーム, Wan Naito Dorīmu; France Shoin, 1994, ISBN 4-8296-7738-4)
- Genki o Dashite (元気を出して; Akane Shinsha, 1996, ISBN 4-87182-212-5)
- Peppermint Cafe (ペパーミントカフェ, Pepāminto Kafe; Hit Shuppansha, 1997, ISBN 4-938544-97-0)
- Buchō yori Ai o Komete (部長より愛をこめて; Hit Shuppansha, 1998–2000, ISBN 4-89465-047-9/ISBN 4-89465-100-9/ISBN 4-89465-146-7)
- Kikan (帰還; Hit Shuppansha, 2001, 4-89465-161-0)
- Shiawase ni Naritai (倖せになりたい, Futabasha, 2002, ISBN 4-575-82687-1)
- Michael Keikaku (ミカエル計画; J.C. Shuppan, 2002–2003, ISBN 4-901858-03-3/ISBN 4-901858-12-2/ISBN 4-901858-21-1)
  - Michael Keikaku Shinsōban (ミカエル計画 新装版, Neuauflage; Hit Shuppansha, 2008, ISBN 978-4-89465-402-0/ISBN 978-4-89465-406-8/ISBN 978-4-89465-408-2)
- My Slave (My SLAVE; J.C. Shuppan, 2003, ISBN 4-901858-24-6)
  - My Slave Shinsōban (My SLAVE 新装版, Neuauflage; Hit Shuppansha, 2009, ISBN 978-4-89465-451-8)
- My Sister (My SISTER; J.C. Shuppan, 2004, ISBN 4-901858-36-X)
  - My Sister Shinsōban (My SISTER 新装版, Neuauflage; Hit Shuppansha, 2009, ISBN 978-4-89465-437-2)
- Ochiru Tenshi (墜ちる天使, J.C. Shuppan; 2005–2006, ISBN 4-901858-43-2/ISBN 4-901858-53-X)
- Shichau? (しちゃう?, J.C. Shuppan, 2007, ISBN 978-4-901858-65-6)
  - Shichau? Shinsōban (しちゃう? 新装版, Neuauflage; Hit Shuppansha, 2009, ISBN 978-4-89465-431-0)
- B-Chiku (美～ちく♥, Bi-Chiku; Coremagazine, 2008, ISBN 978-4-86252-384-6)
- HHH Triple H (HHH トリプルエッチ, HHH Toripuru Etchi; Coremagazine, 2009, ISBN 978-4-86252-753-0)
- Joshi Luck! (じょしラク!, Joshi Raku!; Wani Magazine-sha, 2014, ISBN 978-4-86269-296-2)
- Anekomori (あねこもり; Wani Magazine-sha, 2015, ISBN 978-4-86269-369-3)
- Joshi Luck! – 2 Years Later (じょしラク! ～2 Years Later～, Joshi Raku! – 2 Years Later; GOT, 2017–, ISBN 978-4-8148-0029-2)

Sammelbände (jugendfrei):
- Mōhitsu Hallucination (妄筆ハルシネーション, Mōhitsu Harushinēshon; Kadokawa Shoten, 2010–2011, ISBN 978-4-04-715577-0/ISBN 978-4-04-715734-7/ISBN 978-4-04-120140-4)